# 包帯をしてパイプをくわえた自画像

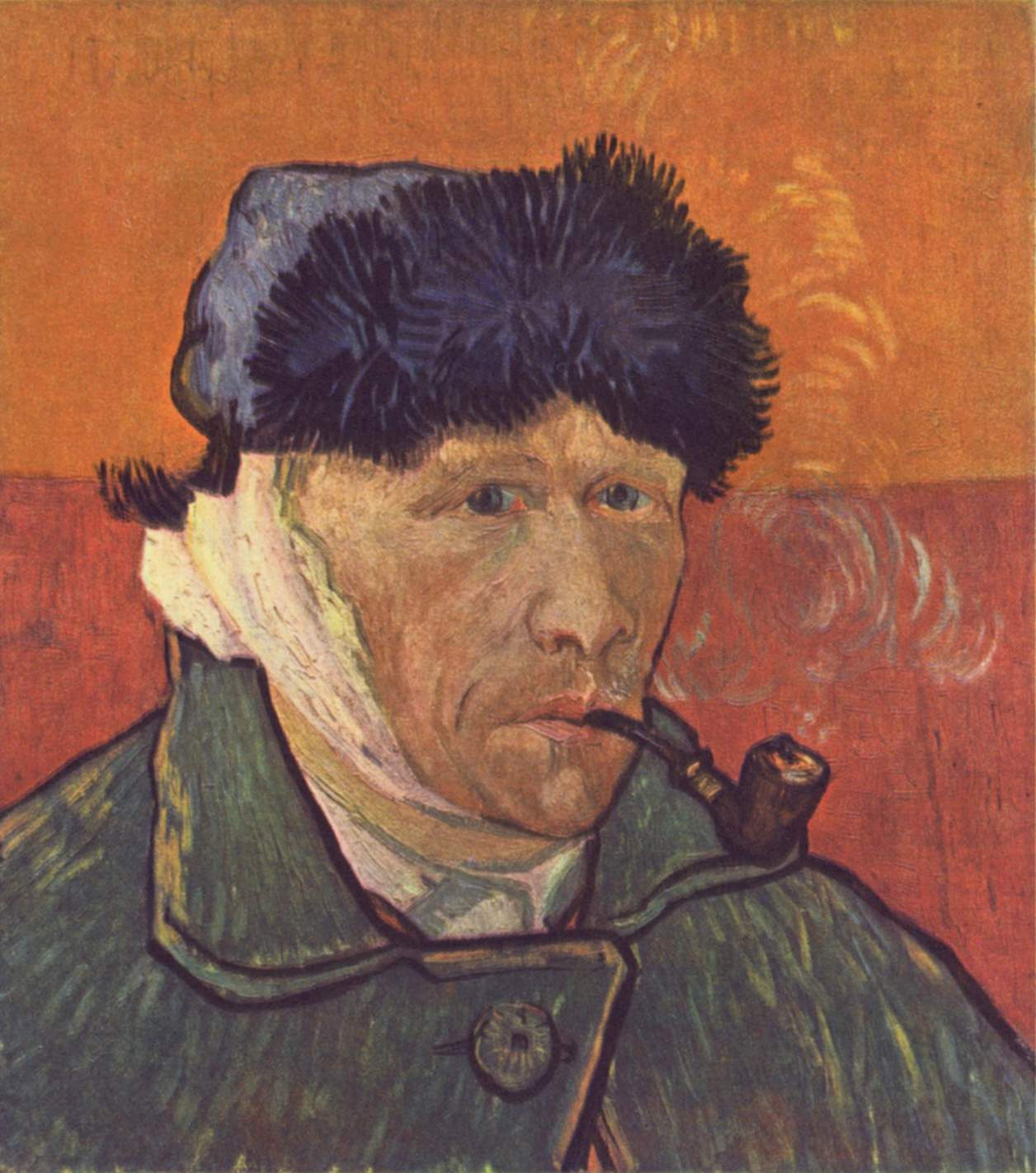
包帯をしてパイプをくわえた自画像、1889年、51×45cm、ニアルコスコレクションか

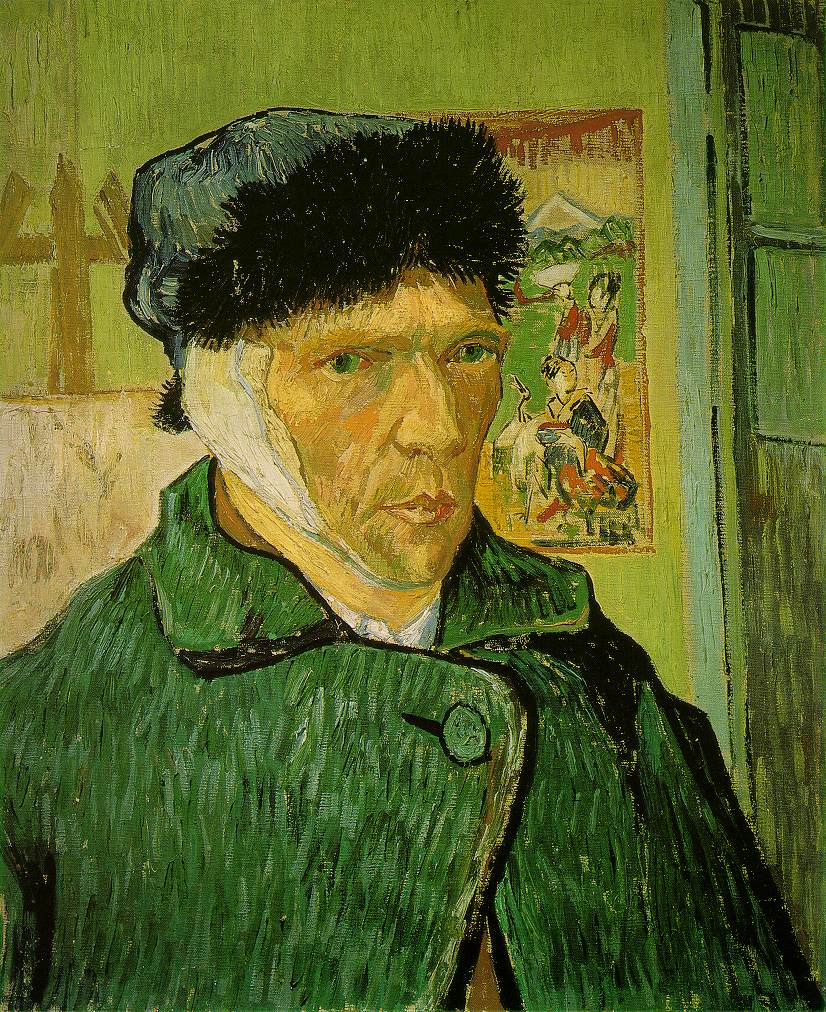
包帯をした自画像、1889年、60×49cm、コートールド・ギャラリー蔵

包帯をしてパイプをくわえた自画像（ほうたいをしてぱいぷをくわえたじがぞう）（Self-Portrait with Bandaged Ear and Pipe）とは、1889年1月にフィンセント・ファン・ゴッホによって描かれた絵画。油彩。「耳を切った自画像」と表記されることがある。
スタブロス・ニアルコスのコレクションとされているが、2016年現在チューリヒ美術館に貸し出されており、鑑賞することができる。アルル在住時にいわゆる「耳切り事件」の直後に描かれたものだと言われる。
この作品と同じ構図でパイプのない作品「Self-Portrait with Bandaged Ear」がある。こちらの作品の背景には浮世絵らしきものが描かれている。こちらも「耳を切った自画像」と表記されることがある。ロンドンのコートールド・ギャラリー所蔵。